# Jean-Baptiste Lego
Jean-Baptiste Lego (né le 13 mai 1766 à La Flèche dans le département de la Sarthe et mort le 1er janvier 1794 à Angers en Maine-et-Loire) était un prêtre et martyr français, qui fit partie des martyrs d'Angers,,.

## Vie
Avant son ordination comme prêtre diocésain à Rome, Jean-Baptiste Lego habitait à Briollay dans le département de Maine-et-Loire. Après la répression du soulèvement vendéen, il refusa de prêter serment d'allégeance à la constitution civile et devint prêtre clandestin. Le jour de Noël 1793, il fut arrêté avec son frère René Lego et d'autres prêtres et laïcs à La Cornuaille dans le département de Maine-et-Loire. Le chef de ce groupe " Les Martyrs d'Angers ", le curé Guillaume Repin, fut amené à Angers et condamné à mort par le comité révolutionnaire local. La décapitation de Jean-Baptiste Lego eut lieu le 1er janvier, à Angers, avec onze prêtres. Les laïcs de ce groupe ont été fusillés dans un champ devant la ville d'Angers et leurs corps ont été enterrés sur place.
Le 19 février 1984, Jean-Baptiste Lego, avec son frère et les 98 autres membres de ce groupe de martyrs, ont été béatifiés par le pape Jean-Paul II à Rome. Les catholiques célèbrent sa mémoire le 1er janvier.